# Capità Conan
Capità Conan (títol original: Capitaine Conan) és una pel·lícula francesa de Bertrand Tavernier, estrenada l'any 1996. La seva acció té lloc durant i immediatament després de la Primera Guerra Mundial en el Front dels Balcans. Es tracta d'una adaptació de la novel·la homònima Capità Conan de Roger Vercel. Ha estat doblada al català.

## Argument
El capità Conan és un guerrer en el real sentit del terme: no només lluita d'una manera excepcional sinó el fet de viure en guerra el fa viure intensament.
Els Balcans, fins al setembre de 1918 són un dels teatres de la guerra de trinxeres. La presa de la muntanya Sokol, una de les últimes grans batalles de la guerra, precipita la rendició de Bulgària i ofereix a l'exèrcit d'Orient, sota el comandament de Franchet d'Esperey, una vasta bretxa cap al territori austrohongarès.
Al cap d'una cinquantena de soldats heroics, trets majoritàriament de presons militars, Conan (Philippe Torreton) batalla a la manera de les Sioux i fa tremolar els enemics. Amb el seu « cos franc », hi va a ganivet: « On lui voyait le blanc des yeux au frère et on le crevait en foutant la verte à tout le régiment...... »

## Repartiment
- Philippe Torreton: Capità Conan
- Samuel El Bihan: Norbert
- Bernard Le Coq: Tinent de Scève
- Catherine Rich: Madeleine Erlane
- François Berléand: Manant Bouvier
- Claude Rich: General Pitard de Lauzier
- André Falcon: Coronel Voirin
- Claude Brosset: Pare Dubreuil
- Crina Muresan: Ilyana
- Cécile Vassort: Georgette
- François Levantal: Forgeol
- Pierre Val: Jean Erlane
- Roger Knobelspiess: Major Cuypene
- Frédéric Pierrot: Cap de tren
- Jean-Claude Calon: Oficial Loisy
- Laurent Schilling: Beuillard
- Jean-Yves Roan: Rouzic
- Philippe Héliès: Grenais
- Tonio Descanvelle: Caboulet
- Eric Savin: Armurier
- Olivier Loustau: Mahut
- Jean-Marie Juan: Lethore
- J.P. Monaghan: Major anglès
- Laurent Vaixell: Soldat Perrin
- Tervelt Nikolov: Soldat bulgar
- Eric Dufay: Tinent Fideli
- Philippe Frécon: Cuistot Ménard

## Premis i nominacions
- Premis Méliès 1996
- 22e cerimònia dels César:
- Millor director – Bertrand Tavernier (ex-æquo amb Patrice Leconte per Ridicule)
- Millor actor – Philippe Torreton
- Millor film – Bertrand Tavernier (director), Frédéric Bourboulon i Alain Sarde (productors)
- Millor guió – Jean Cosmos i Bertrand Tavernier
- Millors decorats – Guy-Claude François
- Millor vestuari – Agnès Evein i Jacqueline Moreau
- Millor so – Michel Desrois i Gérard Lamps
- Millor esperança masculina – Samuel el Bihan / Philippe Torreton
- 1996: Sant Sebastià: Esment Especial
- 1997: Premis del Cinema Europeu: Nominada a millor pel·lícula i actor (Torreton)

## Crítica
- "Espectacular al·legat antibel·licista"[4]
- "Intens drama (...) esplèndides interpretacions"[5]